# Сабикас
Агусти́н Кастельо́н-Ка́мпос известный как Саби́кас (исп. Agustín Castellón Campos; Sabicas) — испанский гитарист фламенко цыганского происхождения.
Сабикас родился в Памплоне, Испания 16 марта 1912 года. Начал играть в возрасте пяти лет. Его ранний стиль был под значительным влиянием Рамона Монтойя, с кем у него были родственные связи со стороны матери. Он начал выступать в Мадриде, аккомпанируя певцам и танцорам. В то время гитара во фламенко использовалась только как аккомпанирующий инструмент, однако Сабикас начал развивать её сольный потенциал.
После начала гражданской войны в 1936 году покинул Испанию и переехал в Южную Америку, где выступал с танцовщицей Кармен Амайей. Долгое время жил в Мехико, где женился, и где родились четверо его детей. Позже переехал в Нью-Йорк.
Его первый студийный альбом «Flamenco Puro» (Чистый фламенко), записанный в 1961 году, стал вехой в истории гитары фламенко.
Умер в Нью-Йорке 14 апреля 1990 года.